# 永吉ユカ
永吉 ユカ（ながよし ユカ、3月22日 - ）は、日本の女性声優。大阪府出身。CROSS CALL所属。旧芸名は永吉 由佳（読み同じ）。

## 人物
以前はケッケコーポレーション、オフィスPACに所属していた。
方言は関西弁（大阪弁・河内弁）、熊本弁少々。
趣味は猫グッズ集め。特技はダンス、マッサージ。
免許資格は保母資格、幼稚園教諭2種免許。

## 出演
太字はメインキャラクター。

### テレビアニメ
1997年
- マスターモスキートン'99（麻美、男の子）

1998年
- 頭文字D（S13の助手席の女）
- カードキャプターさくら
- さくらももこ劇場 コジコジ（1998年 - 1999年、おかめちゃん）
- ジェネレイターガウル（女子A、お天気お姉さん、部長、司会、保安係、子供）
- 星方武侠アウトロースター（婦警）

1999年
- コレクター・ユイ（観音崎レイコ）
- 週刊ストーリーランド（菊乃丞）
- HUNTER×HUNTER（第1作）（司会者、アナウンサーB、司会者B）
- 未来少年コナンII タイガアドベンチャー（ゆかり）

2002年
- おジャ魔女どれみドッカ〜ン!（里見ゆり）
- ガンフロンティア（婦人）
- ハングリーハート WILD STRIKER（マキ）

2003年
- 明日のナージャ（ガールフレンド）
- こちら葛飾区公園前派出所（加納さかえ、小豆島校長）

2006年
- 結界師（女子学生の霊）

2008年
- 屍姫 赫（女性レポーター）
- テイルズ オブ ジ アビス（ネビリム）

2009年
- 鋼の錬金術師 FULLMETAL ALCHEMIST（受付嬢）

2010年
- 四畳半神話大系（アナウンサーA）
- RAINBOW-二舎六房の七人-（オバサンA）

2011年
- TIGER & BUNNY（幼いバーナビー、ナターシャ、経理のおばちゃん）

2014年
- サザエさん（2014年 - 2015年、美里 他）
- 神撃のバハムート GENESIS（酒場の女B）

### OVA
1996年
- エンジェル伝説
- 鉄腕バーディー（アナウンサー）

1998年
- 聖少女艦隊バージンフリート（同級生A、鈴木〈妻〉）

2004年
- おジャ魔女どれみナ・イ・ショ（男の子）

2008年
- COBRA THE ANIMATION コブラ ザ・サイコガン（エルザ、サイバーウルフB）
- HUNTER×HUNTER G・I Final（アマナ）

2010年
- うる星やつら ザ・障害物水泳大会（生徒）

### 劇場アニメ
- ブレイブ ストーリー（2006年）
- 劇場版 TIGER & BUNNY -The Beginning-（2012年、バーナビー〈幼少期〉）
- チベット犬物語 〜金色のドージェ〜（2012年、ドルマ）

### Webアニメ
- TIGER & BUNNY 2（2022年、ナターシャ）

### ドラマCD
- 海ニ眠ル花（室生ミサ）

### ゲーム
- 雀帝 バトルコスプレイヤー（1997年、秋元香織）
- スーパーロボット大戦OG ORIGINAL GENERATIONS（2007年）
- スーパーロボット大戦OG外伝（2007年）
- 第2次スーパーロボット大戦OG（2012年、シエンヌ）
- メタルギアソリッドV ファントムペイン（2015年、兵士、その他）
- ニーア オートマタ（2017年）
- ファイアーエムブレム無双（2017年、ユアナ[6]）

### 吹き替え

#### 映画
- アイアンマン2 ※劇場公開版
- 石ころの夢（イ・ハナ）
- ウォール・ストリート
- エディ・マーフィの劇的1週間（インディゴ）
- オフロでGO!!!!! タイムマシンはジェット式
- きみが還る場所（エヴァ・パイパー〈ケイト・ボスワース〉[7]）
- グリーン・ホーネット（女性キャスター）
- GAMER（サンドラ〈ゾーイ・ベル〉）
- ケビン・コスナー チョイス!（ポーラ・バットン）
- ザ・クリーナー　消された殺人（アン・ノーカット）
- ジョージアの日記/ゆーうつでキラキラな毎日（ロージー）
- 幸せになるための27のドレス
- ダイ・ハード/ラスト・デイ
- 007 カジノ・ロワイヤル ※ソフト版
- M:i:III（アシュレー、女性2）※フジテレビ版
- ミレニアム2 火と戯れる女（ミア・ベルイマン）

#### ドラマ
- アクエリアス 刑事サム・ホディアック（グレース・カーン〈ミカエラ・マクマナス〉）
- アグリー・ベティ（シーラ）
- アメリカン・クライム・ストーリー/O・J・シンプソン事件（マーシャ・クラーク〈サラ・ポールソン〉）
- ER XIV 緊急救命室 #12（キーシャ〈アシュリー・モニーク・クラーク〉）
- 倚天屠龍記（丁敏君、班淑嫻）
- エージェント・オブ・シールド（エージェント33）
- 華麗なるペテン師たち4 #2
- 気分はぐるぐる #12
- ギルモア・ガールズ イヤー・イン・ライフ（パリス・ゲラー）
- グッド・ワイフ
- クリミナル・マインド FBI行動分析課
  - シーズン2 #9（ライアン）
  - シーズン3 #3
  - シーズン4 #14, #25
  - シーズン5 #12（ベサニー）
- ゲーム・オブ・スローンズ（ヤーラ・グレイジョイ〈ジェンマ・ウィーラン〉）
- コールドケース6（1960年のヘレン）
- CSI：7 科学捜査班 #6
- CSI:ニューヨーク
- CSI:マイアミ
- ジーク アンド ルーサー
- シークレット・アイドル ハンナ・モンタナ
- The O.C.
- 新ビバリーヒルズ青春白書
- スタートレック:ディスカバリー　オサイラー
- ダークエイジ・ロマン 大聖堂
- ダメージ
  - シーズン2、3（番組レギュラー）
  - シーズン4
  - シーズン5（ケイト）
- デスパレートな妻たち
- トーチウッド 人類不滅の日
- トンイ
- ナース・ジャッキー
- ハード・サン 滅亡の機密ファイル（エレイン・レンコ〈アギネス・ディーン〉）
- 犯罪捜査官 アナ・トラヴィス（ジャスティン・ウィッケナム）
- HEROES/ヒーローズ（シモーヌ・デヴォー〈タウニー・サイプレス〉）
- HEROES REBORN/ヒーローズ・リボーン（エリカ・クラヴィッド〈リア・キルステッド〉）
- ボーンキッカーズ 考古学調査班
- マードック・ミステリー 〜刑事マードックの捜査ファイル〜
- 魔術師 MERLIN
- 名探偵モンク
- リゾーリ&アイルズ2（テレサ）
- リバーデイル（アリス・クーパー〈メッチェン・アミック〉）

#### アニメ
- アングリーバード（エヴァ）
- くもりときどきミートボール
- 少年マイロの火星冒険記3D
- スター・ウォーズ:ヤング・ジェダイ・アドベンチャー（ヴァーナ）

### ナレーション
- 24時間テレビ
- 富士紡績キトポリーPR用
- オペラベッラ制作記
- 映像翻訳アカデミー通信講座
- ナレーション原稿の書き方

### オーディオブック
- ホビットの冒険（2015年、朗読）
- 夫のちんぽが入らない（2017年、朗読）
- 椿山課長の七日間（2017年、佐伯知子）
- 終わった人（2017年）
- 生きがいについて（2018年、朗読）
- 過去のすべては今の中にある つれづれノート37（2020年、朗読）